# Gopi

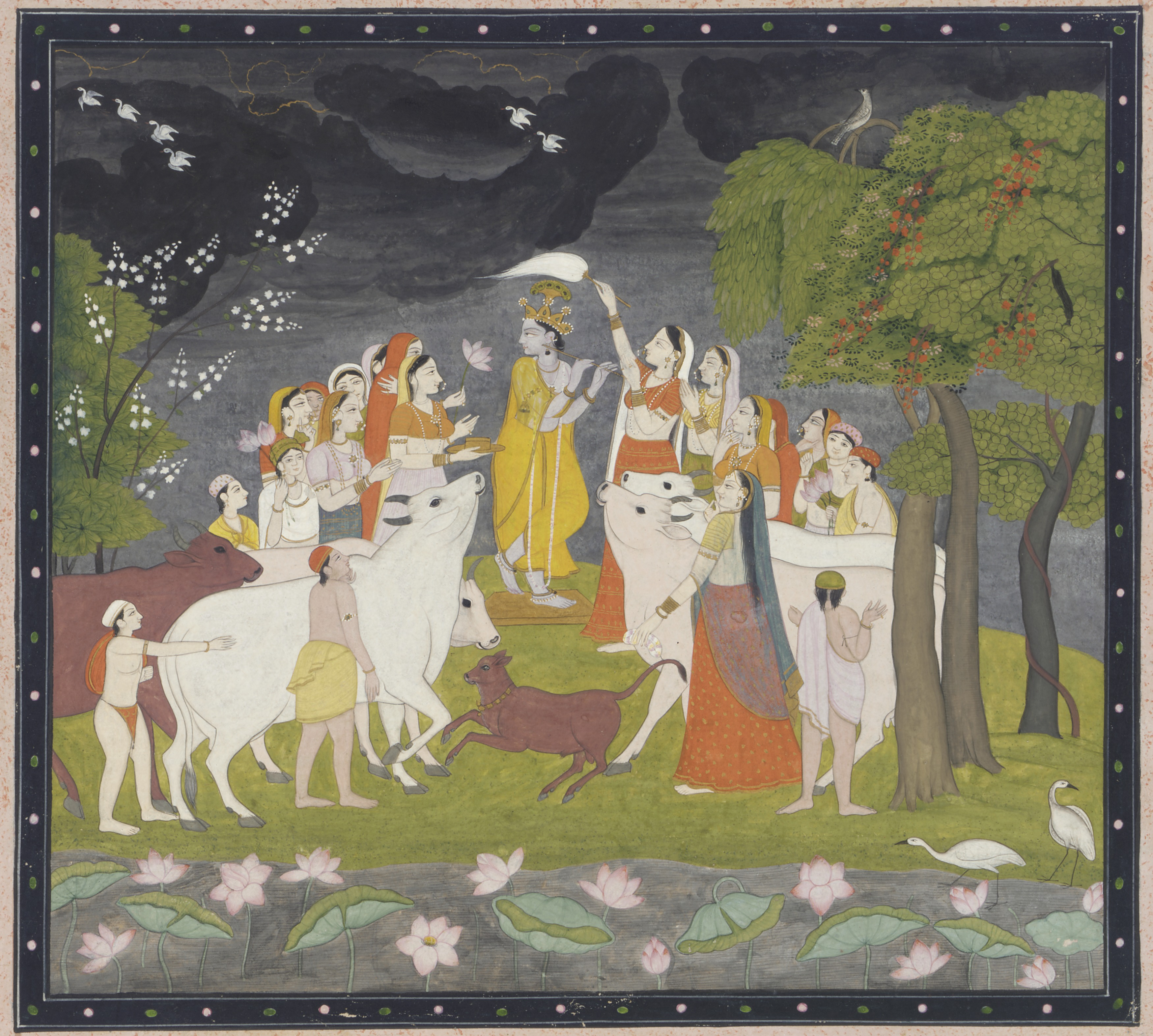
Krishná con la flauta, región Kangra, India, periodo Rajput (entre 1790 y 1800). Acuarela opaca y oro, sobre papel (20,9 × 23,0 cm). Actualmente en poder de la Smithsonian Freer and Sackler Gallery.

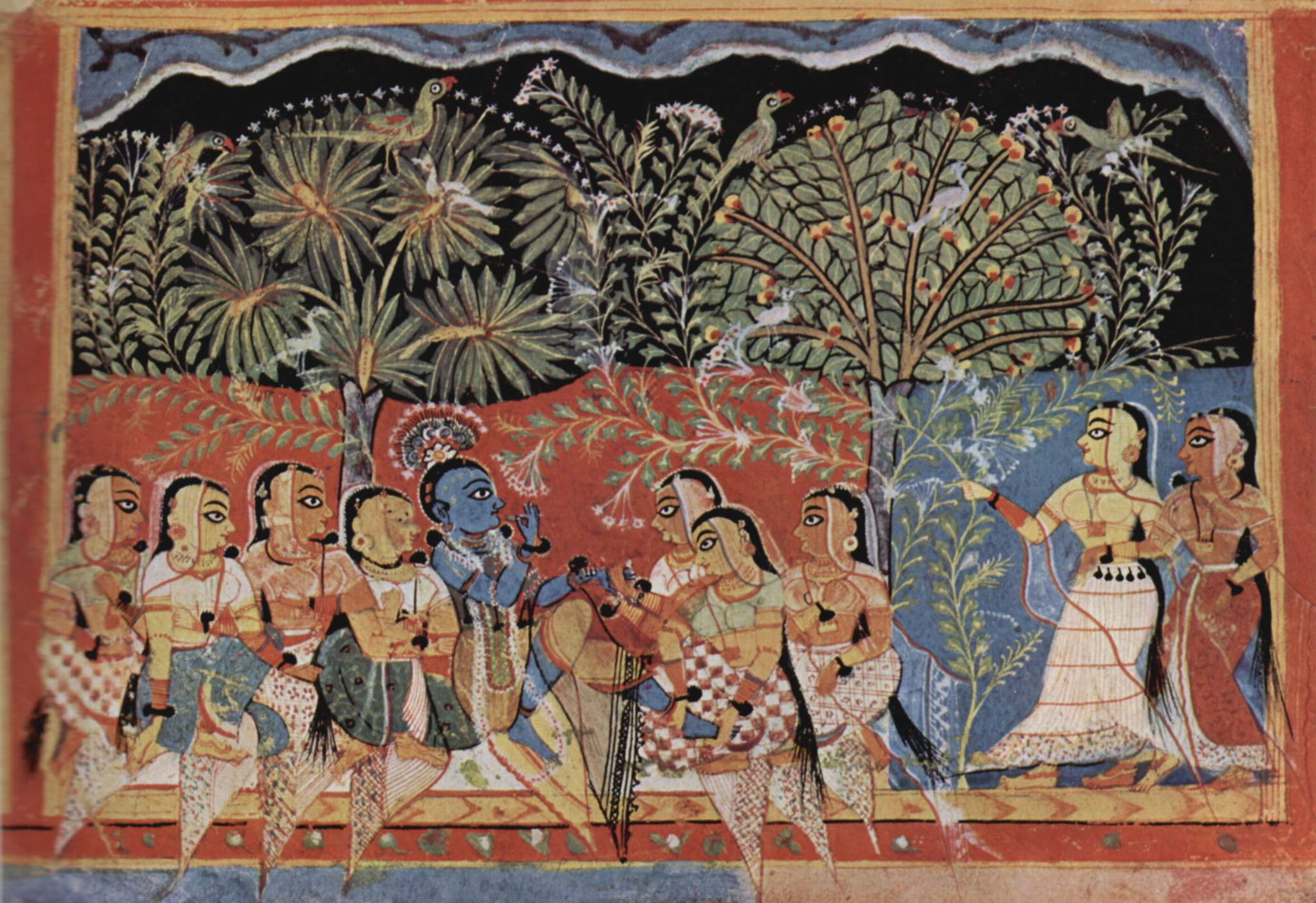
Escena de Krishná con las gopīs, en un manuscrito del Gītā-Govinda (c. 1550) 12,3 × 18,3 cm, actualmente en el museo Príncipe de Gales (en Bombay).

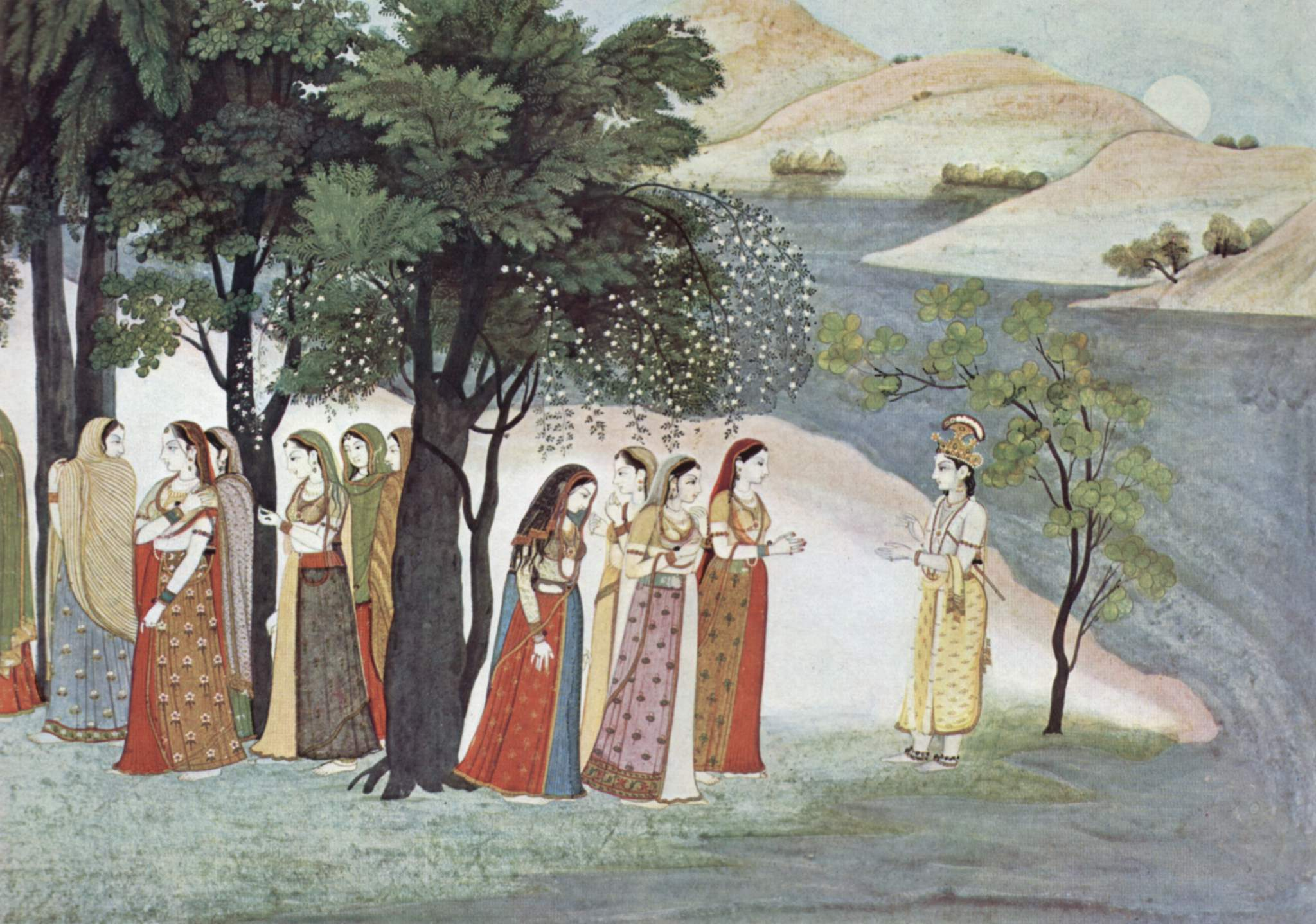
Pintura de las gopīs actualmente en el Smithsonian, 1760-65.

Gopī es una palabra en idioma sánscrito que significa ‘pastora de vacas’.
En escritura devanagari se escribe गोपी.
A veces se escribe gopīka.
En el marco específico del hinduismo se refiere al grupo de niñas y jóvenes vaqueras famosas en la teología vaisnava como amantes del joven pastor de vacas Krishná. Se las reconoce por su devoción (bhakti) incondicional hacia Krishná, tal como se describe en las historias del Bhāgavata-Puraṇa y otros Puranás.
De este grupo, el vaishnavismo gaudiya reconoce como la principal a Radhárani.

## Gopīs principales
Según el vaisvanismo gaudīya, las gopīs se dividen en dos grupos:
- vama: gopīs de la «izquierda», lideradas por Radharani. La meta de un devoto gaudīya es servir como gopīka prepúber dentro de este grupo.
- dakshina: gopīs de la «derecha», sumisas a Krishná, y por lo tanto no tan amadas por él. Su líder es Chandrāvalī.[1] Chandravali es la rival de Radharani por la atención de Krishná. Pero Radharani posee todo el encanto y la dulzura, por lo que es la mejor de las dos y la más famosa. Cada uno de los dos grupos poseen millones (o billones, o infinitas) gopīs seguidoras.

## Tipos de gopis
Hay cinco tipos de gopis:
- sakhis: amigas ordinarias
- nitia-sakhis: amigas eternas
- prana-sakhis: amigas íntimas (praná: vida)
- priya-sakhis: amigas queridas
- parama-prestha-sakhis: amigas más amadas

### Gopīs de Radharani
Generalmente las gopīs se categorizan en tres grupos:
- amigas (sakhí) de la misma edad que Krishná (las más importantes).
- sirvientas.
- mensajeras.

En el grupo de Radharani hay 108 gopīs principales.
Las primeras ocho gopīs son las más grandes devotas de Krishná, después de Radharani:
- Lalitá Sakhī
- Visakha Sakhī
- Champaka Lata Sakhī
- Chitra Sakhī
- Tunga Vidya Sakhī
- Indulekha Sakhī
- Rangadevi Sakhī
- Sudevi Sakhī

## Otros significados de Gopī
- Gopī es un nombre en la India.
- Bharath Gopi (1937-2008) fue un popular actor, director y productor indio de Kerala.